# Surgy
Surgy est une commune française située dans le département de la Nièvre, en région Bourgogne-Franche-Comté.

## Géographie
La Druyes, appelée également ruisseau d'Andryes, traverse la commune avant de se jeter dans l'Yonne.

### Climat
Pour des articles plus généraux, voir Climat de la Bourgogne-Franche-Comté et Climat de la Nièvre.
En 2010, le climat de la commune est de type climat océanique dégradé des plaines du Centre et du Nord, selon une étude du Centre national de la recherche scientifique s'appuyant sur une série de données couvrant la période 1971-2000. En 2020, Météo-France publie une typologie des climats de la France métropolitaine dans laquelle la commune est exposée à un climat océanique altéré et est dans la région climatique  Centre et contreforts nord du Massif Central, caractérisée par un air sec en été et un bon ensoleillement. 
Pour la période 1971-2000, la température annuelle moyenne est de 10,9 °C, avec une amplitude thermique annuelle de 15,7 °C. Le cumul annuel moyen de précipitations est de 758 mm, avec 11,6 jours de précipitations en janvier et 7,6 jours en juillet. Pour la période 1991-2020, la température moyenne annuelle observée sur la station météorologique de Météo-France la plus proche, « Clamecy », sur la commune de Clamecy à 5 km à vol d'oiseau, est de 11,5 °C et le cumul annuel moyen de précipitations est de 707,4 mm. 
La température maximale relevée sur cette station est de 40,7 °C, atteinte le 25 juillet 2019 ; la température minimale est de −14 °C, atteinte le 9 février 2012,,. 
Les paramètres climatiques de la commune ont été estimés pour le milieu du siècle (2041-2070) selon différents scénarios d'émission de gaz à effet de serre à partir des nouvelles projections climatiques de référence DRIAS-2020. Ils sont consultables sur un site dédié publié par Météo-France en novembre 2022.

## Urbanisme

### Typologie
Au 1er janvier 2024, Surgy est catégorisée commune rurale à habitat dispersé, selon la nouvelle grille communale de densité à sept niveaux définie par l'Insee en 2022.
Elle est située hors unité urbaine. Par ailleurs la commune fait partie de l'aire d'attraction de Clamecy, dont elle est une commune de la couronne,. Cette aire, qui regroupe 45 communes, est catégorisée dans les aires de moins de 50 000 habitants,.

### Occupation des sols
L'occupation des sols de la commune, telle qu'elle ressort de la base de données européenne d’occupation biophysique des sols Corine Land Cover (CLC), est marquée par l'importance des territoires agricoles (61,6 % en 2018), une proportion sensiblement équivalente à celle de 1990 (62,1 %). La répartition détaillée en 2018 est la suivante : 
terres arables (51,5 %), forêts (33,9 %), prairies (7,7 %), zones urbanisées (4,3 %), zones agricoles hétérogènes (2,4 %), zones industrielles ou commerciales et réseaux de communication (0,2 %). L'évolution de l’occupation des sols de la commune et de ses infrastructures peut être observée sur les différentes représentations cartographiques du territoire : la carte de Cassini (XVIIIe siècle), la carte d'état-major (1820-1866) et les cartes ou photos aériennes de l'IGN pour la période actuelle (1950 à aujourd'hui).

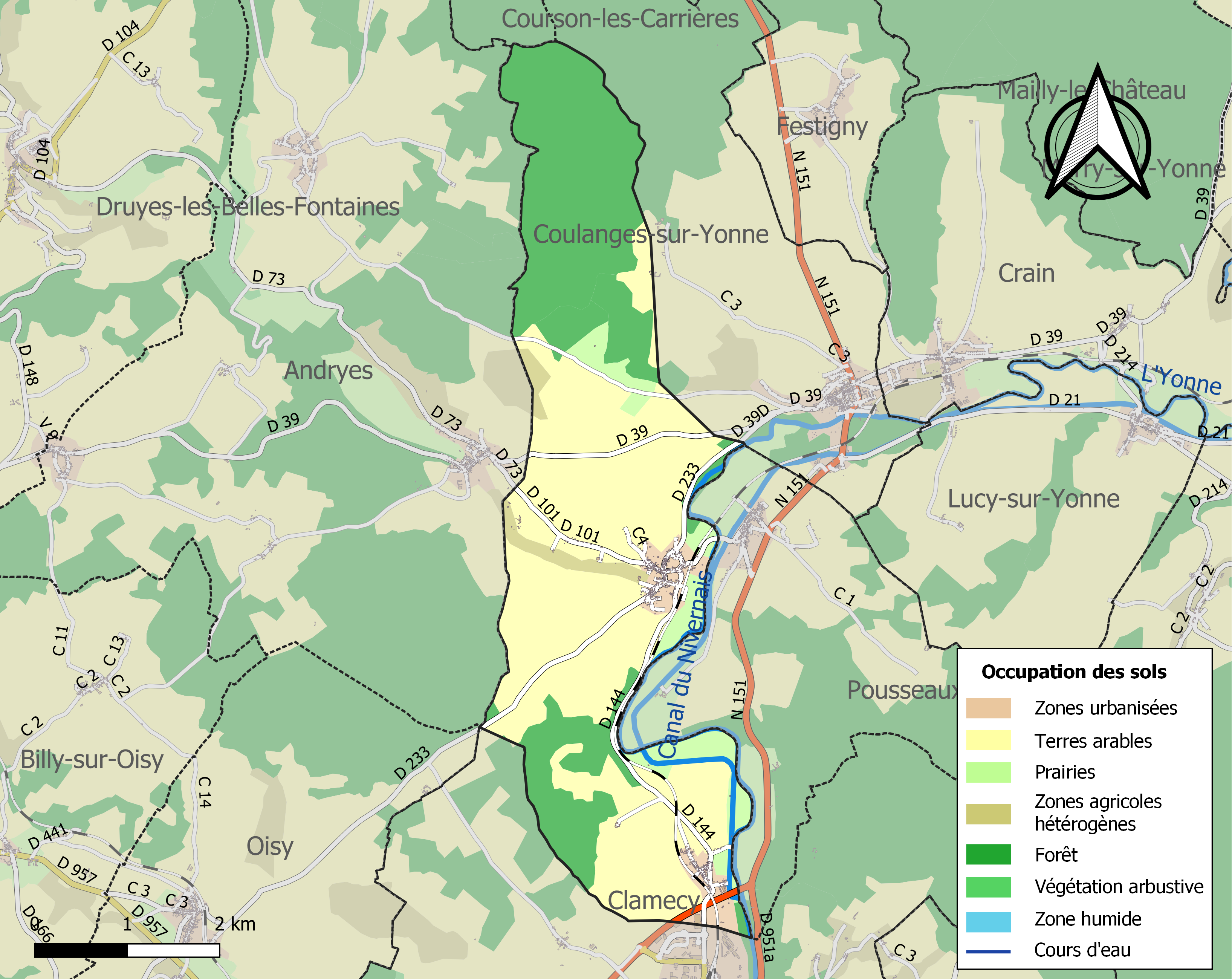
Carte des infrastructures et de l'occupation des sols de la commune en 2018 (CLC).

## Histoire
Le territoire de la commune est occupé dès la préhistoire. Au IXe siècle, Charles le Chauve dote les moines de l'abbaye Saint Germain d'Auxerre des terres de Surgy.
Quelques années plus tard, les comtes de Nevers deviennent propriétaires de Surgy et donnent la seigneurie en fief à leurs vassaux, les vicomtes de Clamecy.
Description de Surgy en 1827 :
"- Commune assez importante du canton de Clamecy, dans laquelle il y avait autrefois une élection. Elle est située à l'extrémité nord du département et de l'arrondissement de Clamecy, entre Basseville et Pousseaux, sur la rive gauche de l'Yonne. On y compte 776 habitants, ayant une église et point de desservant ; cette commune est éloignée de Clamecy de 5 kilomètres et demi et de Nevers de 7 myriamètres 7 kilomètres.
- C'est un ancien curé de Surgy, nommé Jean le Grand, chanoine de Furnes, aumônier et chapelain de Louis Ier de Flandre, comte de Nevers, qui fonda, en 1320 ou 1328, la belle Chartreuse de Basseville, remarquable par sa situation sur la rive droite de l'Yonne, auprès d'une masse de rochers de grès, accumulés les uns près des autres comme dans la forêt de Fontainebleau. Le comte de Nevers prit aussitôt cette chartreuse sous sa protection, et l'église en a été consacrée le 2 avril 1331, en l'honneur de la Vierge et de saint Jean-Baptiste, par le frère Pierre, patriarche de Jérusalem, de l'ordre des dominicains.
- En février 1693, cette chartreuse éprouva un grand incendie, dont procès-verbal fut dressé par François Née, avocat et procureur du roi en la justice de Collange sur Yonne, et le dommage estimé à plus de 2.600 francs. En 1740, on a réuni à cette chartreuse le prieuré simple de Saint-Robert d'Andrie, dépendant autrefois de l'abbaye de la Chaise-Dieu. Tout cela a été vendu au profit de la nation pendant la révolution..."
La population est d'abord essentiellement rurale, puis le développement du flottage de bois avec la fabrication des margotins (fagots vendus à Paris pour allumer les feux) et l'activité des six moulins de la commune font pendant longtemps vivre les habitants.
La ligne ferroviaire de Triguères à Surgy, ouverte en 1884, est déclassée sur la section de Fontenoy à Surgy en 1954.
Au XXe siècle une fonderie est installée à Surgy mais désormais, c'est le développement du tourisme qui fixera les habitants et créera la richesse de la région.

## Politique et administration
| Période                                  | Période   | Identité        | Étiquette     | Qualité  |
| ---------------------------------------- | --------- | --------------- | ------------- | -------- |
| mars 1971                                | août 2017 | Guy Bouquet     | Apparenté PCF | Retraité |
| octobre 2017                             | En cours  | Denis Forestier | Apparenté PCF |          |
| Les données manquantes sont à compléter. |           |                 |               |          |

## Démographie
L'évolution du nombre d'habitants est connue à travers les recensements de la population effectués dans la commune depuis 1793. Pour les communes de moins de 10 000 habitants, une enquête de recensement portant sur toute la population est réalisée tous les cinq ans, les populations de référence des années intermédiaires étant quant à elles estimées par interpolation ou extrapolation. Pour la commune, le premier recensement exhaustif entrant dans le cadre du nouveau dispositif a été réalisé en 2005.
En 2022, la commune comptait 336 habitants, en stagnation par rapport à 2016 (Nièvre : −3,28 %, France hors Mayotte : +2,11 %).
| 1793 | 1800 | 1806 | 1821 | 1831 | 1836 | 1841 | 1846  | 1851 |
| ---- | ---- | ---- | ---- | ---- | ---- | ---- | ----- | ---- |
| 665  | 727  | 690  | 776  | 910  | 943  | 986  | 1 028 | 979  |

| 1856 | 1861 | 1866 | 1872 | 1876 | 1881 | 1886 | 1891 | 1896 |
| ---- | ---- | ---- | ---- | ---- | ---- | ---- | ---- | ---- |
| 885  | 961  | 963  | 941  | 895  | 891  | 816  | 699  | 722  |

| 1901 | 1906 | 1911 | 1921 | 1926 | 1931 | 1936 | 1946 | 1954 |
| ---- | ---- | ---- | ---- | ---- | ---- | ---- | ---- | ---- |
| 661  | 678  | 644  | 578  | 579  | 527  | 518  | 546  | 494  |

| 1962 | 1968 | 1975 | 1982 | 1990 | 1999 | 2005 | 2006 | 2010 |
| ---- | ---- | ---- | ---- | ---- | ---- | ---- | ---- | ---- |
| 498  | 451  | 446  | 421  | 385  | 437  | 455  | 455  | 436  |

| 2015 | 2020 | 2022 | - | - | - | - | - | - |
| ---- | ---- | ---- | - | - | - | - | - | - |
| 345  | 335  | 336  | - | - | - | - | - | - |

## Culture locale et patrimoine

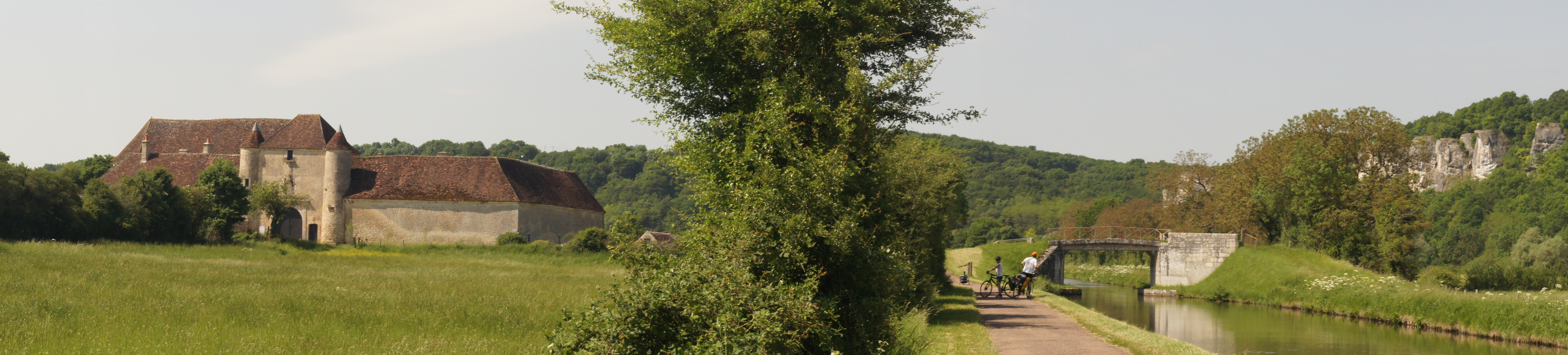
Panorama de Basseville.

### Lieux et monuments
- Église Saint-Martin de Surgy[22].
- Ancienne gare de l'ancienne ligne de Triguères à Surgy.
- Les roches de Basseville, site d'escalade.
- Ferme de Basseville près du canal du Nivernais.

### Personnalités liées à la commune
- Philippe Surugue, laboureur à Surgy au XVIIe siècle, est l'aïeul d'une importante lignée d'artistes (gravure, sculpture, peinture), dont Louis Surugue (dit Surugue de Surgis) et Pierre-Louis Surugue
- Anne-Charles Hérisson (1831-1893), homme politique français, né à Surgy.
- Sylvestre Hérisson (1835-1900), homme politique français, frère du précédent, né et mort à Surgy.